# تونی پولیس
انتونی ریچارد پولیس (انگلیسی: Anthony Richard Pulis؛ زادهٔ ۱۶ ژانویهٔ ۱۹۵۸) سرمربی فوتبال اهل بریتانیا است، او که در سابق یک بازیکن فوتبال در پست دفاع بوده‌است، تا کنون هدایت ۸ تیم حرفه‌ای را بر عهده داشته‌است.
وی در فصل ۱۴–۲۰۱۳ هدایت کریستال پالاس را بر عهده داشت و در پایان این فصل به عنوان مربی فصل لیگ برتر انگلستان انتخاب شد.